# عيسى عبد الملك
عيسى عبد الملك أديب وكاتب قصصي عراقي من محافظة البصرة - جنوب العراق.

## حياته
ولد عام 1938 في محافظة  جنوب العراق ولكنه نشأ وترعرع ولا زال يعيش في محافظة البصرة المجاورة لميسان.
أكمل مراحل دراسته الأبتدائية والمتوسطة والثانوية في مدينة البصرة وتخرج من دورة المعلمين واشتغل في سلك التعليم في البصرة.
يجيد اللغتين الفرنسية و الإنجليزية بطلاقة, وقليلآ من  اللغة الألمانية التحق بالدراسة في جامعة البصرة ليحصل منها على شهادة بكالوريوس في العلوم الاقتصادية عام 1975 وكذلك التحق بدورة دراسية للغة الفرنسية للمتقدميين في المعهد الثقافي جامعة البصرة 1978 وحصل على شهادتها. عضو اتحاد الأدباء والكتاب العراقيين , عضو جمعية الاقتصاديين العراقيين

## أعماله
صدرت له في نوفمبر 2010 مجموعته القصصية الأولى تحت عنوان (الحزن على طريقة وردة) عن دار رند للنشر في دمشق  المجموعة التي ضمت  22 نصا قصصيا امتدت فترة كتابتها منذ ثمانينيات القرن الماضي حتى تم جمعها في هذه المجموعة التي
توزعت على ـ144 صفحة من القطع المتوسط، منها  مطر من زغاريد، طاوي، كبش فداء، الرهان، نعيمة، باب الخزان الثالث، برتقال، دعوة .. ولكن بعد فوات الاوان، الحزن على طريقة وردة، الوجه، عشاء لاينسى وغيرها. تناولت المجموعة القصصية قضايا إنسانية مختلفة، وهي محاولة للتعبير عن الواقع  الاجتماعي العراقي ورصده بطريقة فنية من خلال احداث ووقائع لشخصيات داخل المتون القصصية.
له مجموعة قصصية أخرى بعنوان (شرشاب) وهي مخطوطة بانتظار توفر فرصة طبعها
نشرت له العديد من الصحف والمواقع العراقية والعربية العديد من كتاباته منها:
- برتقال... برتقال / قصة قصيرة جدآ نشرت بتاريخ 27-06-2008
- مطر من زغاريد / قصة قصيرة نشرت بتاريخ 21-09-2010
- نصف ميل، رفقة، وسادتها الذاكرة / قصة قصيرة نشرت بتاريخ 26-12-2010
- سادنة مقام الأحزان / قصة قصيرة نشرت بتاريخ 01-02-201
- تحت المطر في ذلك اليوم البعيد / قصة قصيرة نشرت بتاريخ 19-02-2011
- شرشاب / قصة قصيرة نشرت بتاريخ 22-03-2011
- الوجه / قصة قصيرة نشرت بتاريخ 14-04-2011
- رصيد من الخبث / قصة قصيرة نشرت بتاريخ 26-04-2011
- مطر من زغاريد / قصة قصيرة نشرت بتاريخ 23-05-2011
- انا ولالا ... وخراب البصرة / قصة قصيرة نشرت بتاريخ 21-09-2011